# Genrō

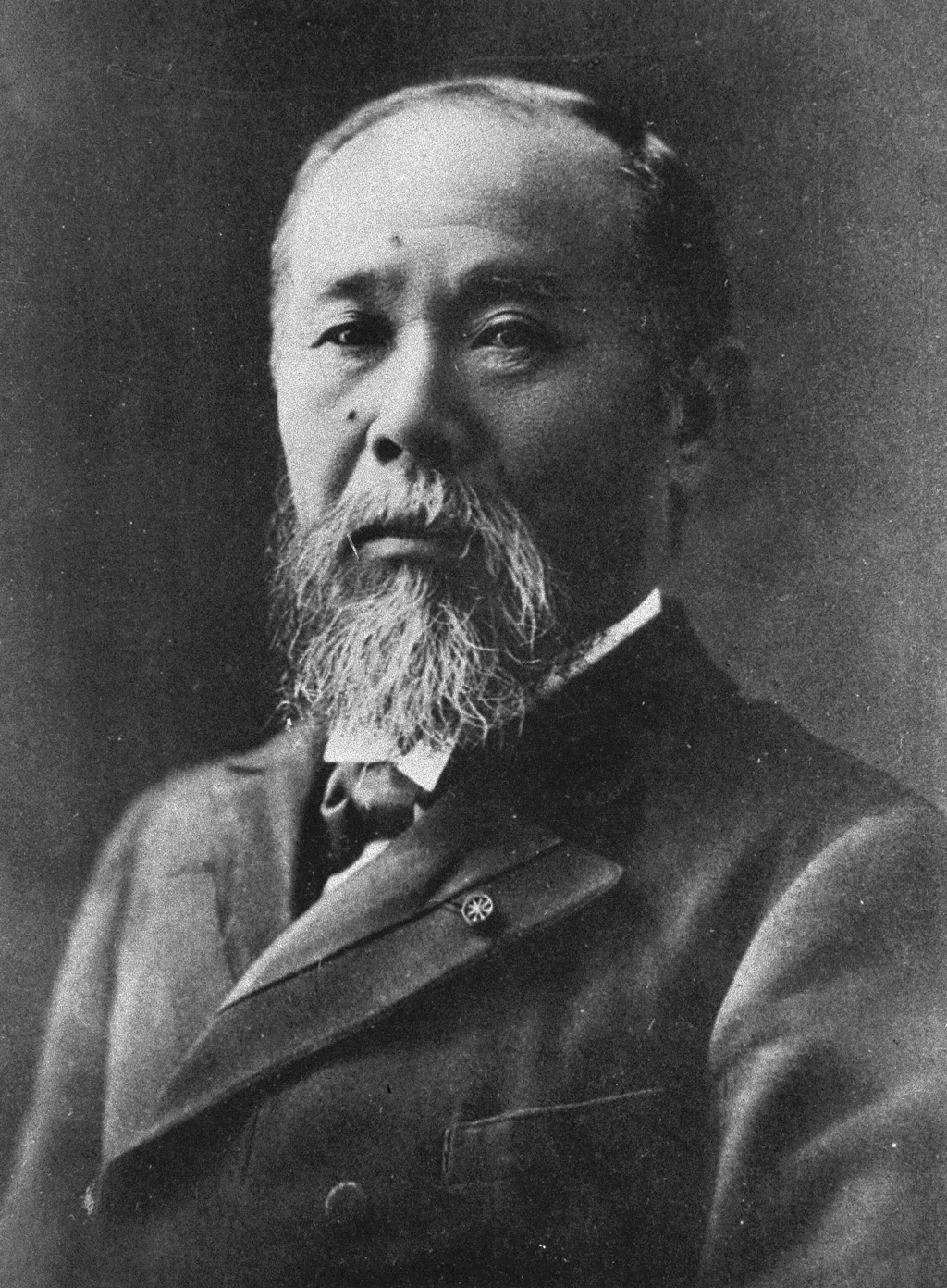
Itō Hirobumi, primer dels genrō.

El genrō (元老) va ser una designació no oficial donat a certs estadistes japonesos jubilats de prestigi, considerats com els "pares fundadors" del Japó modern, i van servir com a consellers extraconstitucionals informals de l'emperador, durant l'Imperi del Japó (1868-1945).
La institució del genrō es va originar amb el consell tradicional de majors (rōjū) establert pel shogunat Tokugawa (1603-1868), però, el terme va començar a nomenar a partir d'un diari en 1892. El terme era confós ocasionalment amb el genrōin (Cambra de gent gran), un cos legislatiu que va existir entre 1875 i 1890, però, el genrō no es va establir o es va dissoldre de manera definitiva.
Els líders que van experimentar la Restauració Meiji van ser escollits per l'emperador Meiji amb el nom de genkun (元 勲), i actuaven com a consellers imperials. Amb l'excepció de Saionji Kinmochi, tots els genrō provenien de famílies samurai de mitjana o baixa categoria, quatre cadascun de Satsuma i Chōshū, dos dels antics dominis que van ser decisius en l'enderrocament de l'antic shogunat Tokugawa en la guerra Boshin de la Restauració Meiji de 1867 i 1868. Els genrō tenien el dret d'escollir i nominar als primers ministres davant l'emperador per a la seva aprovació.
Els primers set genrō van ser antics membres del Sangi (Consell Imperial) que va ser abolit en 1885. També són coneguts per alguns historiats com l'oligarquia Meiji, malgrat que no tots els oligarques Meiji eren genrō.
La institució va expirar el 1940, amb la mort del darrer genrō, Saionji Kinmochi.

## Llista degenrō

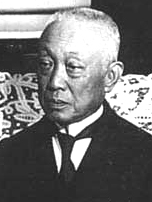
Saionji Kinmochi, últim dels genrō.

1. Itō Hirobumi (Chōshū)
2. Kuroda Kiyotaka (Satsuma)
3. Ōyama Iwao (Satsuma)
4. Inoue Kaoru (Chōshū)
5. Saigō Tsugumichi (Satsuma)
6. Matsukata Masayoshi (Satsuma)
7. Yamagata Aritomo (Chōshū)
8. Katsura Tarō (Chōshū)
9. Saionji Kinmochi (Kuge)